# Sidojadi (Darul Makmur)
Sidojadi is een bestuurslaag in het regentschap Nagan Raya van de provincie Atjeh, Indonesië. Sidojadi telt 438 inwoners (volkstelling 2010).